# Kineococcus
Kineococcus ist eine Gattung von Bakterien. Sie wurde erstmals im Jahr 1991 mit der Art Kineococcus aurantiacus beschrieben. Mitglieder der Gattung Kineocoocus kommen in verschiedenen Umgebungen vor, z. B. in Böden, Rhizosphären, auf Pflanzenblättern und Wüstensand. Die Art Kineococcus rubinsiae wurde aus einer Raumfahrzeug-Montageanlage isoliert und die Art K. radiotolerans ist strahlenresistent.

## Merkmale

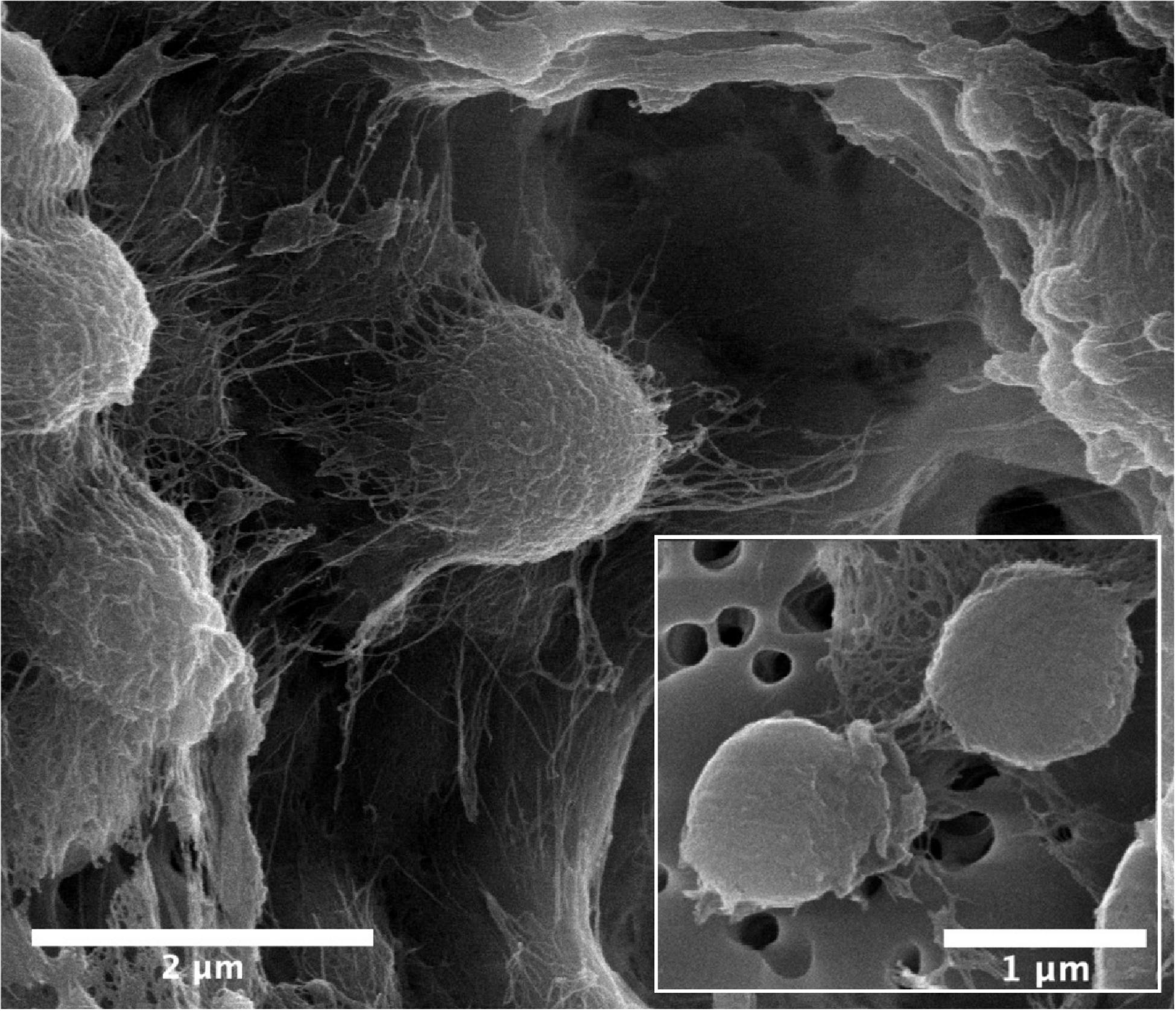
REM-Mikroskopische Aufnahmen von Kineococcus rubinsiae B12T. Die kompakte Anhäufung könnte auf die Produktion von extrazellulären, polymeren Substanzen (EPS) zurückzuführen sein, das in großer Menge vorhanden ist (fadenförmige Strukturen). Durch kräftiges Schütteln werden die EPS entfernt und einzelne kokkoide Zellen sichtbar gemacht (Bild rechts unten).

Die Zellen von Kineococcus sind Kokken und können in Paaren, Tetraden oder Clustern auftreten. Die beweglichen Zellen haben Geißelbüschel. Es werden keine Endosporen gebildet. Die Gram-Färbung verläuft positiv. Einige Arten geben extrazellulären, polymeren Substanzen (EPS) in die Umgebung ab. Einige Arten sind halophil, tolerieren also hohe Salzwerte in der Umgebung.

## Stoffwechsel und Wachstum
Die Arten sind streng aerob, also auf Sauerstoff in der Umgebung angewiesen. Viele Arten sind zur Nitratreduktion fähig, Ausnahmen sind K. aurantiacus, K. radiotolerans und K. rubinsiae. Typisch für die Mitglieder ist weiterhin die meso-Diaminopimelinsäure in der Zellwand. Mykolsäuren sind nicht vorhanden, und das wichtigste Menachinon ist MK-9(H2).

## Systematik
Die Gattung Kineococcus zählt zu der Familie Kineosporiaceae innerhalb der Actinomyceten.
Es folgt eine Liste der Arten (Stand Februar 2025):
- Kineococcus aurantiacus Yokota et al. 1993
- Kineococcus endophyticus corrig. Bian et al. 2014
- Kineococcus glutinatus corrig. Nie et al. 2012
- Kineococcus gynurae Duangmal et al. 2008
- Kineococcus gypseus Li et al. 2015
- „Kineococcus halophytocola“ Thanompreechachai et al. 2025
- Kineococcus indalonis Molina-Menor et al. 2021
- Kineococcus mangrovi Duangmal et al. 2016
- Kineococcus radiotolerans Phillips et al. 2002
- Kineococcus rhizosphaerae Lee 2009
- Kineococcus siccus Molina-Menor et al. 2021
- Kineococcus terrestris corrig. Xu et al. 2017
- Kineococcus vitellinus Molina-Menor et al. 2021
- Kineococcus xinjiangensis Liu et al. 2009

## Ökologie
Diese Gattung umfasst Arten mit der Fähigkeit in einem breiten Temperaturbereich und in hohen Salzkonzentrationen zu wachsen. Ihre Resistenz gegen mehrere Stressfaktoren und extremen Bedingungen wurde ebenfalls von mehreren Autoren berichtet, wobei Kineococcus radiotolerans sich durch seine hohe Resistenz gegenüber radioaktiver Strahlung auszeichnet. Mehrere Arten wachsen auch in Gebieten mit hohen pH-Werten.
Kineococcus radiotolerans ist in der Lage, trotz radioaktive Strahlung zu wachsen.
Es kann 20 Kilogray Gammastrahlung standhalten und die Zellteilung setzt innerhalb von 4 Tagen wieder ein. Sie wurde in der Savannah River Site in Aiken, South Carolina, gefunden. Es handelt sich um ein Sperrgebiet des US-Energieministeriums, hier befindet sich eine Anlage zur Wiederaufarbeitung von Kernbrennstoffen. Diese Art wird in Bezug auf die Resistenz gegenüber radioaktiver Strahlung näher untersucht. Eine frühere Studie deutete darauf hin, dass K. radiotolerans möglicherweise für die Bioremediation von organischen Verbindungen aus hochradioaktiven Abfällen verwendet werden könnte. Diese Art kommt auch auf Blättern von Weizen vor (Phyllosphäre) und unterstützt die Pflanze durch die Stickstofffixierung.
Es sind auch endophytische, also innerhalb von Pflanzen lebende, Arten vorhanden, so z. B. Kineococcus endophyticus. Ein weiterer, mit K. endophyticus eng verwandter Stamm wurde im Jasminreis (Oryza sativa) in der Provinz Roi-Et, Thailand, gefunden.
Die Art Kineococcus rubinsiae wurde aus einem sterilisierten Raum des Jet Propulsion Laboratory, ein Bauzentrum für Raumfahrzeuge und Satelliten in Pasadena, USA, isoliert. Kineococcus glutinatus wurde aus einer Bodenprobe in einem heißen, trockenen Flusstal in der chinesischen Provinz Yunnan isoliert. Die Art toleriert recht hohe Temperaturen von bis zu 55 °C. Der Artname K. glutinatus kommt vom lateinischen Wort „glutinatus“, was so viel wie zusammengeklebt, agglutiniert bedeutet: Die Zellen treten unter dem Mikroskop in Clustern auf und agglutinieren stark miteinander. Ähnliches tritt z. B. bei Kineococcus rubinsiae auf.
Der Typstämme von K. indalonis, K. vitellinus und K siccus wurden in der Nähe der Tabernas-Wüste in Almería (Spanien) aus der dortigen Biokruste isoliert. Die im Jahr 2017 beschriebenen Arten Kineococcus terrestris und K. aureolus wurden aus salzhaltigem Sediment isoliert.K. terrestris toleriert Salzgehalte (NaCl) von bis zu 8 % und eine Umgebung mit 5,0–10,0 pH, also schon im stark alkalischen Bereich. Bei K. aureolus wurden ähnliche Werte beobachtet, mit Wachstum bei bis zu 6 % NaCl und pH-Werten von 6–9.  Die beiden Arten wurden später zusammengefügt, K. aureolus wurde zu k. terrestris gestellt.